# Како бити соло
Како бити соло (енгл. How to Be Single) америчка је романтична комедија из 2016. године, у режији Кристијана Дитера, по сценарију Аби Кон, Марка Силверстајна и Дејне Фокс. Темељи се на истоименом роману Лиз Такило. Главне улоге глуме: Дакота Џонсон, Ребел Вилсон, Дејмон Вејанс Млађи, Андерс Холм, Алисон Бри, Николас Браун, Џејк Лејси, Џејсон Мандзукас и Лесли Ман. Прати групу жена у Њујорку које имају различите приступе како да буду соло. Приказан је 12. фебруара у САД, односно 11. фебруара у Србији. Зарадио је 112 милиона долара и добио помешане рецензије критичара.

## Радња
Успутни секс, виђање наслепо, када се удати/оженити и страх од обавеза. Ово најбоље разумеју они који су соло. Постоји правилан и погрешан начин да се буде соло, а постоји и Алисин начин, и Робинин, и Лусин, и Томов. Град Њујорк је пун усамљених срца која трагају за „оним правим”, за „набрзака” или за нечим између. Негде између свих тих флертујућих порука и секса за једну ноћ, оно што сви солери имају заједничко је потреба да науче како бити соло у свету у којем је љубав обавезна.

## Улоге
| Глумац              | Улога        |
| ------------------- | ------------ |
| Дакота Џонсон       | Алис Кепли   |
| Ребел Вилсон        | Робин        |
| Дејмон Вејанс Млађи | Дејвид Стоун |
| Андерс Холм         | Том          |
| Алисон Бри          | Луси         |
| Николас Браун       | Џош          |
| Џејк Лејси          | Кен          |
| Џејсон Мандзукас    | Џорџ         |
| Лесли Ман           | Мег Кепли    |
| Колин Џост          | Пол          |
| Брент Морин         | Лусин дечко  |